# Carlos de Gonzaga-Nevers
Carlos Gonzaga, o segundo do nome, era um príncipe franco-italiano,  da Casa de Gonzaga, nascido em França em 22 de outubro de 1609 e morto em 30 de agosto de 1631 em Cavriana (Itália).

## Biografia
Carlos era o 2º filho varão de Carlos Gonzaga, o primeiro deste nome, Duque de Nevers, Duque de Rethel e Príncipe de Arches. A sua mãe era Catarina de Mayenne, filha do célebre Mayenne (Carlos de Lorena, duque de Mayenne), morto em 1611, e irmã do jovem Henrique de Mayenne, que virá a morrer sem sucessão.
Carlos, que usará o título honorário de duque de Rethel, tinha 12 anos quando vem a herdar os feudos de seu tio materno Henrique de Mayenne, em 1621, pelo que se torna Duque de Mayenne, Duque de Aiguillon, marquês de Villars, conde de Maine, de Tende e de Sommerive.
O seu irmão mais velho, Francisco, potencial herdeiro de seu pai, morre em 1622 com apenas 16 anos. Carlos torna-se, então, herdeiro presuntivo dos ducados de Nevers e de Rethel e do principado de Arches.
Em 1627, o seu pai Carlos I, torna-se, na sequência da guerra da Sucessão de Mântua, duque de Mântua e duque de Monferrato, estados de que ele será o herdeiro.
Esta situação durará apenas 4 anos, uma vez que morre apenas com 22 anos, em 30 de agosto de  1631, deixando os feudos herdados do tio materno ao seu irmão mais novo Fernando Gonzaga. Mas Fernando sobrevive-lhe apenas um ano, e será o pequenino filho de Carlos (também chamado de Carlos), que herdará todo o património familiar.
Carlos virá a casar, em 26 de dezembro de 1627 em Mântua, com Maria de Mântua (1609-1660), filha do duque Francisco IV e de Margarida de Saboia, casamento que fora combinado entre o duque reinante de Mântua, Vicente II (tio da noiva), e Carlos Gonzaga, Duque de Nevers e Rethel (pai do noivo) . Com este casamento, Vicente II, sem perspetivas de descendência, associava-se ao herdeiro do ramo dito de Nevers da família Gonzaga, assegurando a continuidade dos seus estados.
A sua vontade de ver os Nevers como cabeça de Mântua e Monferrato, contraria os plano do imperador Fernando II de Habsburgo que preferia um Gonzaga da linha dita de Guastalla no trono dos ducados italianos. Vicente morre algumas horas após o casamento e o antagonismo entretanto criado entre os dois ramos familiares, originou a Guerra da Sucessão de Mântua (1628 – 1631) que acaba por reconhecer os direitos dos Nevers.
Carlos morre em 14 de agosto de 1631 no castelo de Cavriana onde se encontrava em convalescença. Foi sepultado no Santuário da Bem-aventurada Virgem das Graças, de Curtatone, situado às portas de Mântua.

## Descendência
Carlos e Maria tiveram três filhos :
- Maria[nota 3]
- Carlos (1629-1665) que sucederá ao seu tio Fernando como duque de Mayenne e a seu avô como duque de Mântua, duque de Monferrato, duque de Nevers, duque de Rethel, príncipe de Mântua (em França) e príncipe de Arches;
- Leonor (1630-1686), que casará em 1651 com o imperador Fernando III de Habsburgo[nota 4] (1608-1657).